# Intendance (hofhouding)
De intendance is een dienst binnen een hofhouding die zorgt voor het beheer van grote bezittingen. 

## Nederland
De intendance van het Koninklijk Huis is verantwoordelijk voor het dagelijks beheer en het onderhoud van paleizen en Jachtslot het Oude Loo. Onder de taken van de intendance viel tot 2022 ook de zorg voor het meubilair, de ict-infrastructuur, de facilitaire dienst, de toegangsbeveiliging en het onderhoud van het groen.. Het hoofd van de intendance draagt de titel intendant.
Intendanten van koninklijke paleizen zijn herkenbaar aan hun donkerblauwe rok, een laken pak met staande kraag en versierselen als van kamerheren. De rok is voorzien van 19 vergulde knopen en een gekroonde W erop. Aan de donkerblauwe pantalon hangt een degen met verguld montuur en zwarte schede. Intendanten dragen als hoofddeksel een steek met zwarte veren. Paleis Soestdijk en paleis Het Loo hadden in het verleden elk een eigen intendance. Aan de Amsterdamsestraatweg werd in 1863 tegenover Paleis Soestdijk een intendantswoning gebouwd op landgoed De Eult, tegenwoordig het Baarnse Bos. Van 2016 tot 2022 werd de functie van intendant vervuld door Mevr. Marieke Penninga. Sindsdien is Roger Paas de intendant.